# Auffay
Auffay is een dorp en voormalige gemeente in de Franse gemeente Val-de-Scie in departement Seine-Maritime (regio Normandië). De gemeente telt 1757 inwoners (2005) en maakt deel uit van het arrondissement Dieppe. Auffay ligt in het westen van de gemeente.

## Geschiedenis
De 18de-eeuwse Cassinikaart duidt de plaats aan als het stadje Auffay.
Op het eind van het ancien régime op het eind van de 18de eeuw, toen de gemeenten werden gecreëerd, werd Auffay een gemeente.
Auffay ging op 1 januari 2019 net als de gemeenten Cressy en Sévis als commune déléguée op in de nieuwe fusiegemeente (commune nouvelle) Val-de-Scie. 

## Geografie
De oppervlakte van Auffay bedraagt 11,3 km², de bevolkingsdichtheid is 155,5 inwoners per km².
In het westen van Auffay ligt het gehucht Mesnil Sauval.
Door Auffay stroomt van zuid naar noord de Scie.
De onderstaande kaart toont de ligging van Auffay met de belangrijkste infrastructuur en aangrenzende gemeenten.

## Verkeer en vervoer
In Auffay staat het spoorwegstation Auffay. 

## Bezienswaardigheden
- De Église Notre-Dame-de-l'Assomption
- Het Kasteel van Bosmelet (Château de Bosmelet)

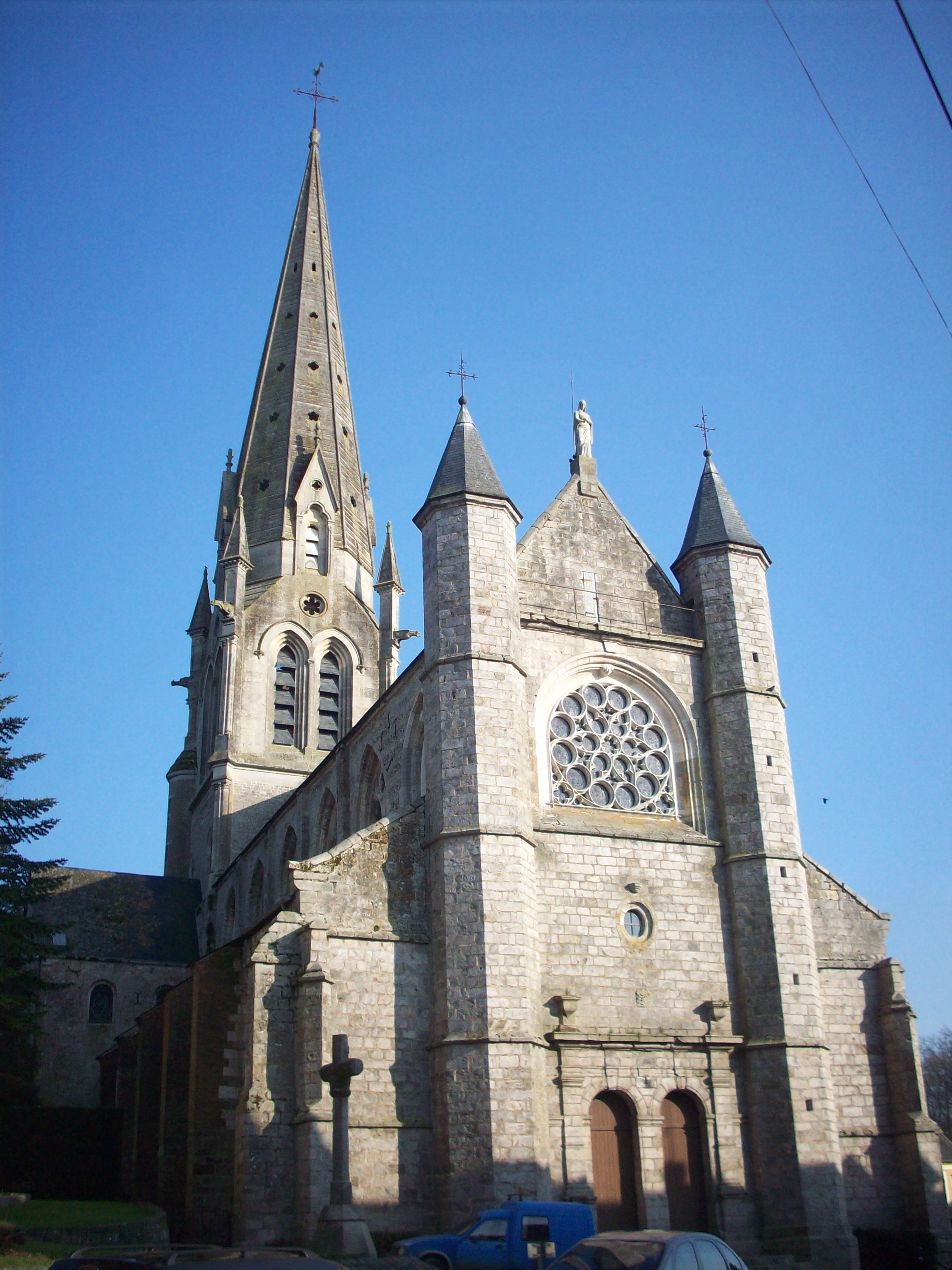
Église Notre-Dame
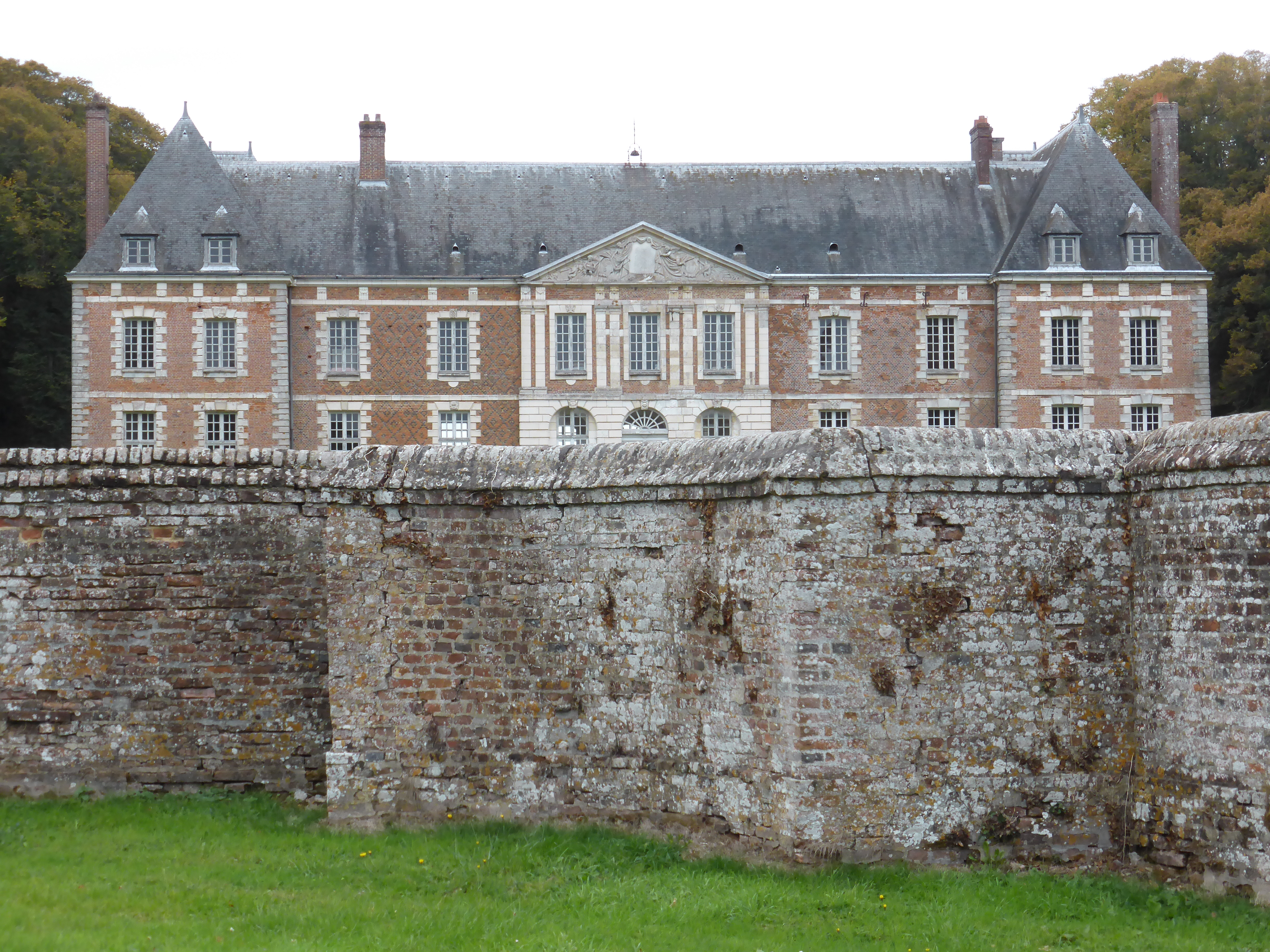
Château de Bosmelet

## Demografie
Onderstaande figuur toont het verloop van het inwonertal.
Auffay · Bazomesnil · Bosc de Sévis · Cressy · Mesnil Sauval · Sévis